# 瑙爾斯基區
瑙爾斯基區（俄语：Наурский район），是俄羅斯的一個區，位於該國西南部，由車臣共和國負責管轄，面積2,225平方公里，2010年該區人口54,752，人口密度每平方公里24.61人。